# Nonna Grișaeva
Nonna Grișaeva (Нонна Валентиновна Гришаева; n. 21 iulie 1971, Odesa) este o actriță de teatru, film și televiziune, parodistă, prezentatoare TV și cântăreață rusă. Este Artistă emerită a Federației Ruse (2006) și conducător artistic al Teatrului regional al tînărului spectator din Moscova (26 iunie 2014).

## Carieră
S-a născut la Odesa la 21 iulie 1971 în familia lui Valentin Grișaev (1940-1996) și învățătoarea de limba engleză Margareta Grișaeva (Kazanskaia, n. 1946).
În 1996 a jucat în Prima lovitură, cu Jackie Chan.
În 2006 a primit titlul de artist emerit al Rusiei.
Către anul 2012, Nonna Grișaeva se număra printre cele mai solicitați artiști de parodie de la televiziune. Veniturile sale anuale se estimau la peste 1 milion de dolari..
La 26 iunie 2014 guvernatorul regiunii Moscova Andrei Vorobiov a numit-o pe Nonna Grișaeva în funcția de conducător artistic al Teatrului regional al tînărului spectator din Moscova.

## Viață personală

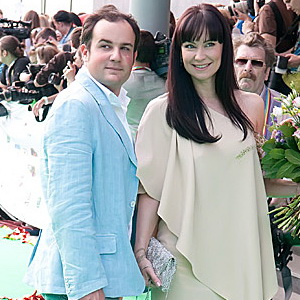
Nonna Grișaeva cu soțul Aleksandr Nesterov la premiile MUZ TV 2011

Primul său soț a fost actorul și muzicianul Anton Diorov (n. 13 mai 1968), din mariajul de șapte ani cu el are o fiică Anastasia (n. 1996). În prezent este căsătorită cu actorul Aleksandr Nesterov; la 12 decembrie 2006 s-a născut fiul lor, Ilia.